# 刺激ストロングチャンネル
刺激ストロングチャンネル（しげきストロングチャンネル、Shigeki storong Ch）は、カルチュア・エンタテインメント株式会社の連結子会社の株式会社BBBが運営する大人専用エンターテイメントチャンネルである。

## 概要
チャンネル自体は20年以上の歴史があるが、複数回にわたる放送事業者・チャンネル名の変更により、番組内容は変遷をたどっている。
- 食に関する番組（Food Network）
- エクストリームスポーツを中心とした各種スポーツの中継（EXスポーツ）
- 大人向けのバラエティ番組（刺激ストロングチャンネル）

トップ・マーシャル（SMIRAL）が放送事業者となって以降、メンテナンスを除き24時間ノンストップ放送。「大人の癒しタイム」など深夜帯の一部番組は視聴年齢制限(R15)あり。

## 沿革
- 1997年9月 - パーフェクTV!（現スカパー!プレミアムサービス（標準画質））において「Food Network」のチャンネル名で開局。委託放送事業者（当時）はデジタルプラネット衛星放送株式会社
- 1998年9月 - チャンネル名を「FOOD TV」に変更
- 2000年5月 - チャンネル名を「food & fashion TV」に変更
- 2002年4月 - チャンネル名を「エンジョイTV」に変更
- 2004年4月 - デジタルプラネット衛星放送が「エンジョイTV」をエキスプレスに譲渡
- 2004年10月 - チャンネル名を「EXスポーツ」に変更
- 2010年
  - 5月 - エキスプレスが当チャンネルを含め運営するCS3チャンネルをスカイビジョンに譲渡
  - 7月 - 電気通信役務利用放送事業者がスカイビジョンに変更
- 2012年
  - 10月 - スカパー!プレミアムサービス・Ch.609で放送開始（MPEG-4 AVCによる標準画質放送）
  - 11月 - スカイビジョンが当チャンネルを含め運営するCS2チャンネルをエキスプレスに譲渡。当チャンネルは2012年12月より再びエキスプレスが運営
- 2014年5月 - Ch.282での放送を終了
- 2016年
  - 11月 - エキスプレスが当チャンネルを含め運営するCS2チャンネルをメディア・サプライ・パートナーズに譲渡
  - 12月 - スカパー!プレミアムサービスの衛星一般放送事業者が、スカパー・ブロードキャスティングからスカパー・エンターテイメントに変更
- 2018年10月 - チャンネル名を「EXスポーツ&バラエティ」に変更
- 2019年4月 - 番組供給事業者が、メディア・サプライ・パートナーズを吸収合併したトップ・マーシャル[1]に変更
- 2020年10月 - チャンネル名を「刺激ストロングチャンネル」に変更
- 2021年4月 - トップ・マーシャルが社名をSMIRALに変更
- 2021年10月 - ひかりTVでの配信を開始[2]。
- 2022年
  - 2月 - 番組供給事業者をSMIRALの親会社の株式会社トップ・パートナーズに変更
  - 12月15日 - Rチャンネルへの番組供給[3]を開始[4]。
- 2023年3月 - 番組供給事業者を株式会社BBBに変更

## 主要番組

### 刺激ストロングチャンネル
()表記はタイムテーブルでの略称
- 趣味・娯楽
  - レッツドローン!
  - エクストリームドローンワールド
  - 麻雀　四神降臨2017クライマックスSP
  - 麻雀の鉄人 鉄人再誕２
  - 麻雀　四神降臨2018王座決定戦
  - Cartolive.TV
- 旅番組
  - 俺の旅番組
  - 甲斐犬人と行く！Treasure～日本列島★遮二無二GO！～(甲斐犬人～遮二無二ＧＯ！～)
  - 湯らり鉄道　女子ふたり旅
  - だーしの＆君島のかまってちゃんクエスト　MC：篠田ゆう、君島みお[5]
  - うんぱいのハグ漫遊（2023年 - ）MC：うんぱい
- プロレス
  - シアタープロレス花鳥風月ちゃんねる
  - シアタープロレス花鳥風月～大沢樹生　夢への挑戦～
- ギャンブル
  - スロダチ
  - パチスロ極セレクション
    - 魁ノーマル塾
    - くり男爵のソレ買取マス
    - 射駒タケシのTHEパチスロ
    - 水瀬美香のスロってみっか
    - 神谷玲子のUsed UP

  - 魚拓と成瀬のツキとスッポンぽん(ツキとスッポンぽんセレクション)
  - DROP OUT
  - たま嵐
  - ばんえい競馬中継 *ノンスクランブル
- お色気番組
  - 大人のバラエティ
  - リアル脱衣麻雀 ポロリは罰符です!(リアル脱衣麻雀)
  - 大人の癒しタイム
  - トータルテンボスのGIRIGIRIアウト ハンパねぇお色気ナイト（2020年10月30日）[6]
- トークバラエティ
  - カマたく＆泉麻那のコンさら －コンプラさよなら－ - お笑い芸人をゲストに招いてのトークバラエティ
  - おもちゃんTV - 澁谷果歩MCによる体当たり番組。
  - 深層追及恋愛バラエティー BLACK LOVE（2021年5月‐7月）MC：東ブクロ[7]　第1回、2回：春菜めぐみ、小倉由菜　第3回、4回：橋本梨菜、AIKA　第5回、6回：戸田れい、成瀬心美
  - どぶろっくと山岸逢花の #やらかしジャッジメント
  - 輝きちゃんねる ～輝く女性を応援する大人のバラエティ～[8]　MC：ニッチロー、小石田純一
  - 森橋また同居するってよ！（2022年5月5日‐）MC：森咲智美、橋本梨菜[9]　※アサヒ芸能協力
- 情報バラエティ
  - MAI BEST BODY - ボディビルダー・田上舞子によるトレーニング講座
  - ココロミタス　MC：みひろ、サムギョプサル和田（あやまんJAPAN）[10]　※性教育バラエティ
- ドラマ
  - AI探偵カマ
  - ゲス不倫妻とサレ夫 -REVENGE to the IMMORAL WIFE-（2022年4月16日、監督・脚本：石川二郎）[11]
  - 奥様に触れたくて・・（2022年4月23日、監督：ながえ）[12]

### EXスポーツ
- プロ野球
  - 埼玉西武ライオンズ（イースタン・リーグ）
    - ライオンズファーム

  - 女子プロ野球
- アジアリーグアイスホッケー
- スノーボード
- チアダンス
  - 全日本チアダンス大会
- スキー
- サーフィン
  - Surfing Lani
- ウェークボード
- ボディボード
- スケートボード
- インラインスケート
- アイスホッケー
- フットサル・Fリーグ
- BMX
- MTB
- ラクロス
  - ナショナルラクロスリーグ
- アリーナフットボール
- ハンドボール
  - ベルックスEHFファイナル4
- モータースポーツ
  - MOTO1
  - レーシングカート
  - FIM主催大会（MotoGP、スーパーバイクなどを除く）
- 格闘技
  - パンクラス
  - 昇龍伝（シュートボクシング）
- 競輪
  - たちかわ競輪ダイジェスト
- エクササイズ
  - SUP THE WORLD
  - 全日本SUP選手権大会
- EUROSPORT NEWS
- サッカー
  - ポルトガル プリメイラ・リーガ（21/22シーズンから注目試合を録画で放送）
  - 湘南百人百話(湘南ベルマーレ)
- 卓球
  - 日本卓球リーグ
- ゴルフ
  - GOLFわでしこ
  - カケコミバーゴルフ19番ホール
- 美女アスリート×全力〇〇 - アルティメット選手・田村友絵が先んじて五輪正式種目に採用された様々なスポーツに体当たりで挑戦する[13]。